# Bärgningsbandvagn 4012
Bärgningsbandvagn 4012 (Bgbv 4012, även Pbv 4012) är ett bepansrat bandgående bärgningsfordon i Pbv 401-serien (MT-LB). Vagnen införskaffades från öst 1993 för att påskynda mekaniseringen av Armén.

## Historia
MT-LB (Pbv 401) utvecklades i forna Sovjetunionen under slutet av 60-talet. Vagnen tog ursprungligen fram för att ersätta den tidigare vagn man haft för att dra artilleripjäser med. Användningsområdet blev emellertid mycket större. Den svenska armén köpte in vagnen 1993 för att mekanisera infanteri- och norrlandsbrigaderna med trupptransport som främsta användningsområde. Pbv 401 som den kom att heta i Försvarsmakten köptes från forna Östtyskland till ett mycket förmånligt pris. Totalt anskaffades 800 vagnar men av dessa skrotades 160 st för att skapa reservdelar. Kvar fanns sedan 460 st Pbv 401 och 90 st Bgbv 4012.

## Besättning
Besättningen består av förare, vagnchef samt en reparationsgrupp på 3 man.

## Beväpning
Beväpningen består endast av en Ksp 58 som är monterad på en luftvärns-lavett där tornet brukar sitta. Ytterligare beväpnings anses onödig då den mest är för bärgning av fordon.

## Versioner
- Bärgningsbandvagn 4012A
- Bärgningsbandvagn 4012B
- Bärgningsbandvagn 4012CH